# 塔瓦雷斯 (帕拉伊巴州)
塔瓦雷斯（葡萄牙語：Tavares）是巴西東北部帕拉伊巴州的一个市镇。总面积228.599平方公里，总人口13024人，人口密度57人/平方公里。